# Nayi al-Ali
Nayi al-Ali (en árabe: ﻧﺎﺟﻲ ﺍﻟﻌﻠﻲ, puede encontrarse transcrito también como Naji al-Ali o Naji Ali), nacido en 1936 fue un dibujante palestino nacido en Galilea en 1936 y asesinado en Londres en 1987. Famoso por su crítica política de los regímenes árabes y de Israel, ha sido descrito como el mejor dibujante palestino y es, probablemente, el dibujante más conocido y respetado del mundo árabe.
Realizó más de 40.000 tiras cómicas que a menudo reflejaban la opinión pública palestina y árabe y en las que abundaban comentarios agudos y críticos con las políticas y los líderes palestinos y árabes en general como son los jeques del petróleo aliados de Washington, a los regímenes árabes, los poderes económicos, la burguesía palestina y la corrupción de algunos dirigentes palestinos, incluidos funcionarios de la Organización para la Liberación de Palestina.     
Su obra más conocida es el personaje de Handala, dibujado en sus tiras como un joven testigo de las políticas o situaciones que satirizaba, y que desde entonces se ha convertido en un icono de la resistencia palestina. La revista Time escribió que «este hombre dibuja con huesos humanos», mientras que el diario japonés Asahi afirmó que «Naji al-Ali dibuja usando ácido fosfórico».
El 22 de julio de 1987, al-Ali recibió un disparo en el cuello y resultó mortalmente herido mientras esperaba a la puerta de las oficinas londinenses de al-Qabas, un periódico kuwaití para el que dibujaba caricaturas políticas. Nayi al-Ali murió cinco semanas después en el Charing Cross Hospital de Londres.

## Biografía

### Infancia y juventud
Nayi al-Ali nació aproximadamente en 1938 en la aldea palestina de Al-Shajara (que actualmente es el moshav Ilaniya), entre Tiberíades y Nazaret, en la provincia norteña de Galilea de lo que entonces era el Mandato británico de Palestina. En 1948, durante la primera guerra árabe-israelí, la aldea fue completamente destruida y sus habitantes fueron expulsados del territorio del recién creado Estado de Israel en lo que pasó a conocerse como la Nakba. La familia de Nayi al-Ali se instaló en el campo de refugiados de Ain al-Hilweh, cerca de Sidón, en el vecino Líbano. Allí asistió a la escuela de la Unión de Iglesias Cristianas y, tras graduarse, trabajó en las huertas y campos de Sidón antes de trasladarse a Trípoli, donde asistió a la escuela de formación profesional de los carmelitas durante dos años.
Nayi se trasladó después a Beirut, donde vivió en una tienda de campaña del campamento de Chatila mientras trabajaba en distintas fábricas. En 1957, habiendo adquirido el título de mecánico de coches, viajó a Arabia Saudí, donde trabajó durante dos años. 

### Madurez
En 1959, Nayi al-Ali volvió al Líbano y se unió al Movimiento Nacionalista Árabe (MNA), del que fue expulsado cuatro veces en un año por carecer de disciplina de partido. Entre 1960 y 1961, junto con otros camaradas del MNA, publicó a mano el diario político Al-Sarkha («el grito»). En 1960 se inscribió en la Academia Libanesa de Bellas Artes, pero no pudo continuar con sus estudios debido a su encarcelamiento por motivos políticos poco después. Tras su liberación se marchó a Tiro, donde trabajó como profesor de dibujo en la Universidad Ja'fariya.  
El activista político y escritor palestino Ghassan Kanafani se fijó en las tiras de Nayi en una visita al campamento de al-Hilweh, imprimiendo sus primeros dibujos (acompañados de un artículo) en la revista panarabista Al-Hurriyya, en el número 88 del 25 de septiembre de 1961. Sin embargo, fue en Kuwait, país al que emigró como muchos otros palestinos a principios de la década de 1960, donde empezó realmente a desarrollarse como dibujante. En aquella época, la viñeta periodística árabe se había limitado a tratar casi exclusivamente temas sociales. Nayi al-Ali, consciente según sus propias palabras del potencial agitador de la labor del dibujante, empezó a tocar sistemáticamente temas políticos como la cuestión palestina, el petróleo y su uso ilegítimo, la unidad árabe o la situación política general en el mundo árabe, haciendo hincapié en la falta de libertad, el terrorismo de Estado, la pobreza, la burocracia y la corrupción, y criticando directamente a personajes como Anwar el-Sadat o Hosni Mubarak. En los años que pasó en Kuwait, Nayi al-Ali adquirió renombre como dibujante en todo el mundo árabe. Su intención original al viajar a Kuwait en 1963 era ahorrar dinero para poder trasladarse y estudiar arte en El Cairo o Roma. Sin embargo, allí trabajó como editor, dibujante, diseñador y productor editorial del periódico nacionalista árabe Al-Tali'a. A partir de 1968 pasó a trabajar en Al-Siyasa, para volver al Líbano en 1974 y empezar a trabajar en el diario libanés Al-Safir. A finales de los años setenta dirigió gran parte de sus críticas a los dirigentes egipcios que habían firmado la paz con Israel «renunciando a la solidaridad con el pueblo palestino en beneficio de las relaciones con el presidente Jimmy Carter».   
Ese mismo año estalló la guerra civil en el Líbano y Nayi al-Ali se unió a los fedayín palestinos, atrincherados en Beirut oeste. Durante la invasión israelí del Líbano en 1982, Nayi, junto con otros habitantes del campamento de Ain al-Hilweh, fue detenido brevemente por las fuerzas ocupantes. Cuando Israel puso cerco a Beirut para forzar la salida de las fuerzas palestinas del país, numerosas personalidades palestinas, Nayi al-Ali entre ellas, se opusieron a ello considerando que la ausencia de fedayín dejaría a cientos de miles de refugiados civiles palestinos sin protección frente a las Falanges Libanesas, una organización aliada de Israel. A pesar de ello, la OLP negoció con Israel la retirada de sus fuerzas y apenas unos días más tarde las Falanges Libanesas iniciaron una persecución contra los refugiados palestinos con la connivencia de Israel, cuyo punto álgido fue la masacre de Sabra y Chatila, dos campos de refugiados a las afueras de Beirut. Nayi al-Ali pasó seis meses escondido en los subterráneos de la ciudad hasta que finalmente pudo volver a Kuwait. 
En 1983, año en que finalmente volvió a Kuwait, comenzó a colaborar con Al-Qabas para poco después, en 1985, trasladarse a Londres y comenzar a trabajar en la edición internacional de este diario hasta el día de su muerte. En 1984, The Guardian lo había descrito como «lo más cercano que hay a una opinión pública árabe».

## Trabajos y posturas políticas

Handala en el muro de separación israelí, en la ciudad de Belén.

En su carrera como dibujante de prensa, Nayi al-Ali produjo más de 40.000 tiras. Por lo general, sus obras tratan sobre la situación del pueblo palestino, al que describe sufriendo pero resistiendo; critican duramente al Estado de Israel y a la ocupación ilegal israelí, así como a los líderes palestinos y a los regímenes árabes. Nayi al-Ali siempre se opuso firmemente a cualquier acuerdo de paz que no incluyese el derecho del pueblo palestino a toda la Palestina histórica, algo que queda reflejado en muchas de sus tiras. A diferencia de lo que suele suceder con los dibujantes de prensa, Nayi no dibujaba a políticos concretos en sus obras porque, según sus propias palabras, «tengo una perspectiva de clase, que es el motivo por el que mis tiras tienen esta forma. Lo importante es dibujar situaciones y realidades, no dibujar a presidentes y líderes».
Nayi al-Ali publicó tres libros con sus tiras en 1976, 1983 y 1985, y estaba preparando otro cuando fue asesinado.
En 1979, Nayi fue elegido presidente de la Liga Árabe de Dibujantes. 

## Handala
Las viñetas de Naji al-Ali suelen tener como nexo a Handala (nombre árabe para una amarga planta del desierto), en ocasiones escrito Hanzala o Handhala (en árabe, حنظلة), el más famoso de sus personajes. Nacido en la revista kuwaití Al-Siyasa en 1969, se trata de un niño de diez años desharrapado y pelón que es testigo mudo de la escena que se representa y que desde 1973 aparece siempre de espaldas al lector, con las manos agarradas tras su espalda.
Según Nayi al-Ali, Handala representaba la edad del propio autor cuando fue expulsado de Palestina y no crecería hasta que pueda volver a su tierra. Su postura de espaldas al lector y sus manos cogidas simbolizan el rechazo del personaje a las «soluciones externas». Las ropas raídas y los pies descalzos de Handala simbolizan su vínculo con los más pobres. En las tiras de su periodo final, Handala aparece participando activamente en la acción en lugar de representar simplemente el papel de observador.
Handala se convirtió en la firma de las tiras de Nayi al-Ali y sigue siendo a día de hoy un icono de la identidad y la resistencia palestinas. Handala también ha sido usado como el símbolo del movimiento verde de Irán o del movimiento palestino BDS (Boicot, Desinversiones y Sanciones). El propio artista comentó de Handala que «él era la aguja de la brújula, señalando permanentemente hacia Palestina. No solamente una Palestina en términos geográficos, sino Palestina en su sentido humanitario, el símbolo de una causa justa, ya se encuentre en Egipto, Vietnam o Sudáfrica".

## Otros personajes y temas
Además de Handala, Nayi al-Ali solía dibujar a un hombre escuálido y de apariencia paupérrima que representaba al palestino como la víctima desafiante de la opresión israelí y de otras fuerzas hostiles, así como a un hombre gordo y sin piernas que simbolizaba a los líderes de los regímenes árabes y a los líderes políticos palestinos: gordo porque llevaban una vida fácil y aceptaban compromisos políticos que al-Ali rechazaba de pleno, y sin piernas porque «no respetan las raíces». La crucifixión como símbolo del sufrimiento palestino y el lanzamiento de piedras como representación de la resistencia del palestino de a pie son otros temas frecuentes en su obra. 

## Asesinato

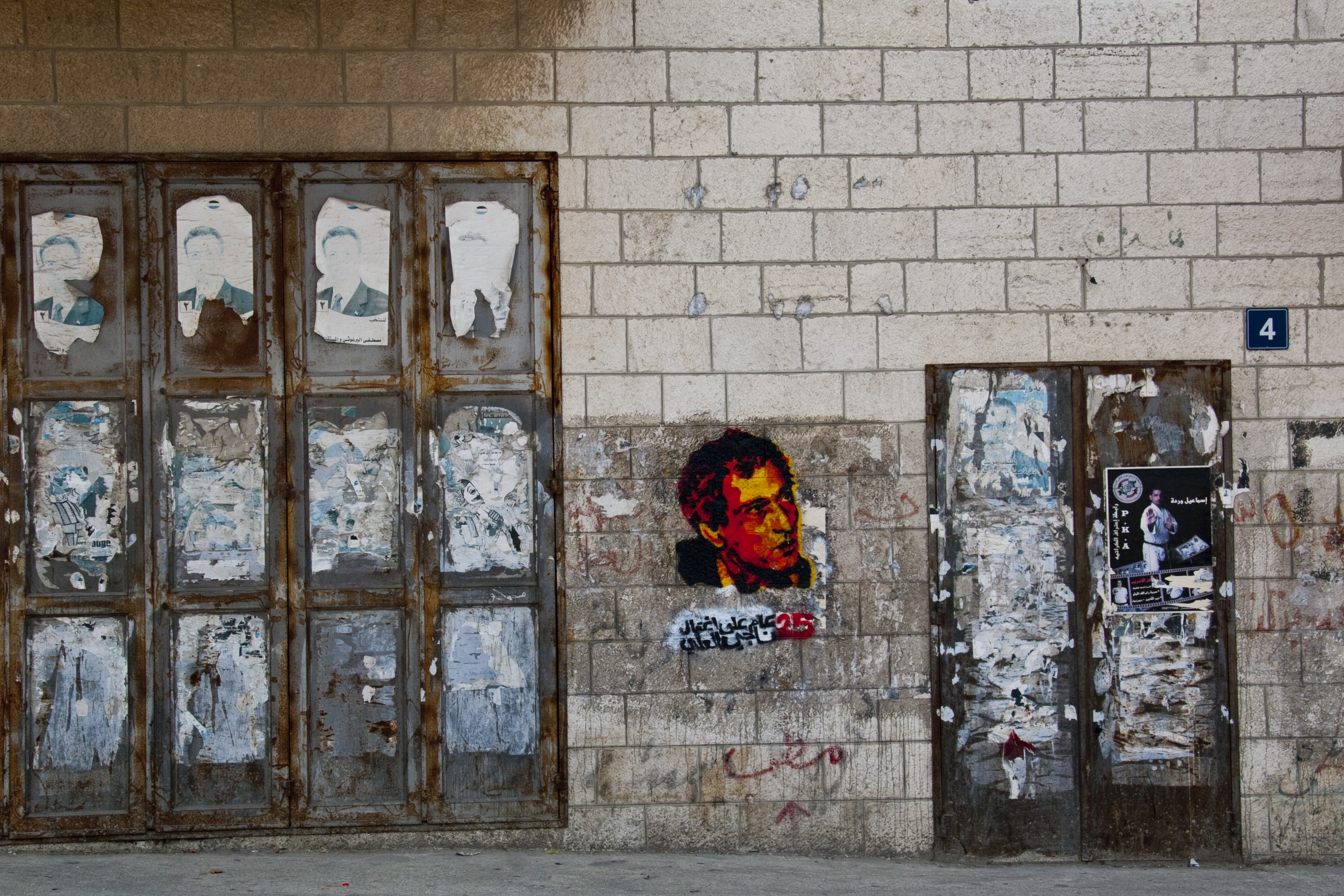
Retrato de Naji Al Ali en el 25 aniversario de su asesinato. Graffiti en esténcil de 4 colores, centro de Ramala.

Todavía no se conoce al autor del disparo que acabó con la vida de Nayi al-Ali el 22 de julio de 1987 a la entrada de las oficinas del periódico kuwaití Al Qabas en Londres, cerca del museo Victoria & Albert. El disparo impactó en su sien derecha, con lo que Nayi hubo de ser llevado urgentemente al hospital y permaneció en coma hasta su muerte el 29 de agosto de 1987. Aunque en su testamento había pedido ser enterrado en Ain al-Hilweh junto a su padre, esto resultó imposible y fue finalmente enterrado en el Cementerio Islámico de Brookwood, a las afueras de Londres. La policía británica arrestó a Ismail Sowan, un investigador palestino de la Universidad de Hull de 28 años de edad y nacido en Jerusalén, y encontró un arsenal de armas en su apartamento del que se dijo que se pretendía usar para atentados terroristas por toda Europa; sin embargo, solo se le acusó de posesión de armas y explosivos. Inicialmente, la policía dijo que Sawan era miembro de la OLP, si bien esta organización negó toda relación con él.
Sowan confesó posteriormente que había estado trabajando tanto para la OLP como para el servicio de espionaje israelí Mossad. Un segundo sospechoso arrestado por Scotland Yard también confesó ser un agente doble. Un tiempo después se supo que el Mossad tenía agentes dobles trabajando en las células de la OLP en Londres y, por lo tanto, conocía con antelación los planes para el asesinato de Nayi al-Ali. La negativa del Mossad de proporcionar esta información a sus homólogos británicos generó malestar en el Reino Unido, que respondió expulsando a tres diplomáticos israelíes, uno de los cuales era un adjunto de la embajada y supervisor de los dos agentes. Una furiosa Margaret Thatcher, por entonces primera ministra británica, ordenó cerrar la sede del Mossad en Palace Green, Kensington. La pistola usada para el asesinato, una Tokarev 7,62, fue encontrada por la policía el 22 de abril de 1989 en Hallfield Estate, en Paddington.
La Fuerza 17, siguiendo órdenes de Yasser Arafat, también ha sido acusada de ser la responsable de la muerte de Nayi al-Ali.
En agosto de 2017, treinta años después del asesinato, un grupo de detectives de Scotland Yard reabrieron la investigación sobre la muerte del dibujante palestino. En la nota que anunciaba la reapertura del caso, la policía británica desveló que Nayi había recibido varias amenazas de muerte en los años que precedieron a su asesinato.

## Homenajes

### Estatua
En la entrada norte del campamento de Ain al-Hilweh, en el que Nayi al-Ali pasó la mayor parte de su juventud, hay una estatua conmemorativa suya realizada por el escultor Charbel Faris. La elaboración de esta estatua de plástico reforzado con vidrio y poliéster coloreado duró cinco meses. Mide 2,75 metros de alto, con una anchura media de 85 centímetros y una profundidad media de 45 centímetros. La estatua porta una piedra en la mano derecha y un cuaderno de dibujante en la izquierda. 
Poco después de su instalación, una explosión de autoría desconocida dañó seriamente la estatua; además, esta recibió un disparo en el ojo izquierdo, a semejanza de lo ocurrido con el propio Nayi al-Ali. La estatua fue reparada y erigida de nuevo poco después. 

### Películas
En 1991, el director egipcio Atef el-Taieb dirigió la película en la que el actor también egipcio Nour el-Sherif interpretó a Nayi al-Ali en una película biográfica titulada con su nombre, Nagi el-Ali.

### Exposiciones
En 2008 se realizó en Nazaret una exposición basada en sus obras. La exposición inaugural del Museo de Palestina en agosto de 2017 reservó una sala de honor para la obra de Nayi al-Ali.

## Premios
En 1979 y 1980 recibió el primer premio en las exhibiciones de dibujantes árabes celebradas en Damasco. En 1988 recibió a título póstumo el Golden Pen of Freedom de la Federación Internacional de Editores de Prensa.